# Wyschniw (Kowel)
Wyschniw (ukrainisch Вишнів; russisch Вишнев/Wischnew, polnisch Wiszniów) ist ein Dorf in der Westukraine in der Oblast Wolyn, Rajon Kowel etwa 3 Kilometer südlich der ehemaligen Rajonshauptstadt Ljuboml und 103 Kilometer nordwestlich der Oblasthauptstadt Luzk am Flüsschen Hapa (Гапа) gelegen.

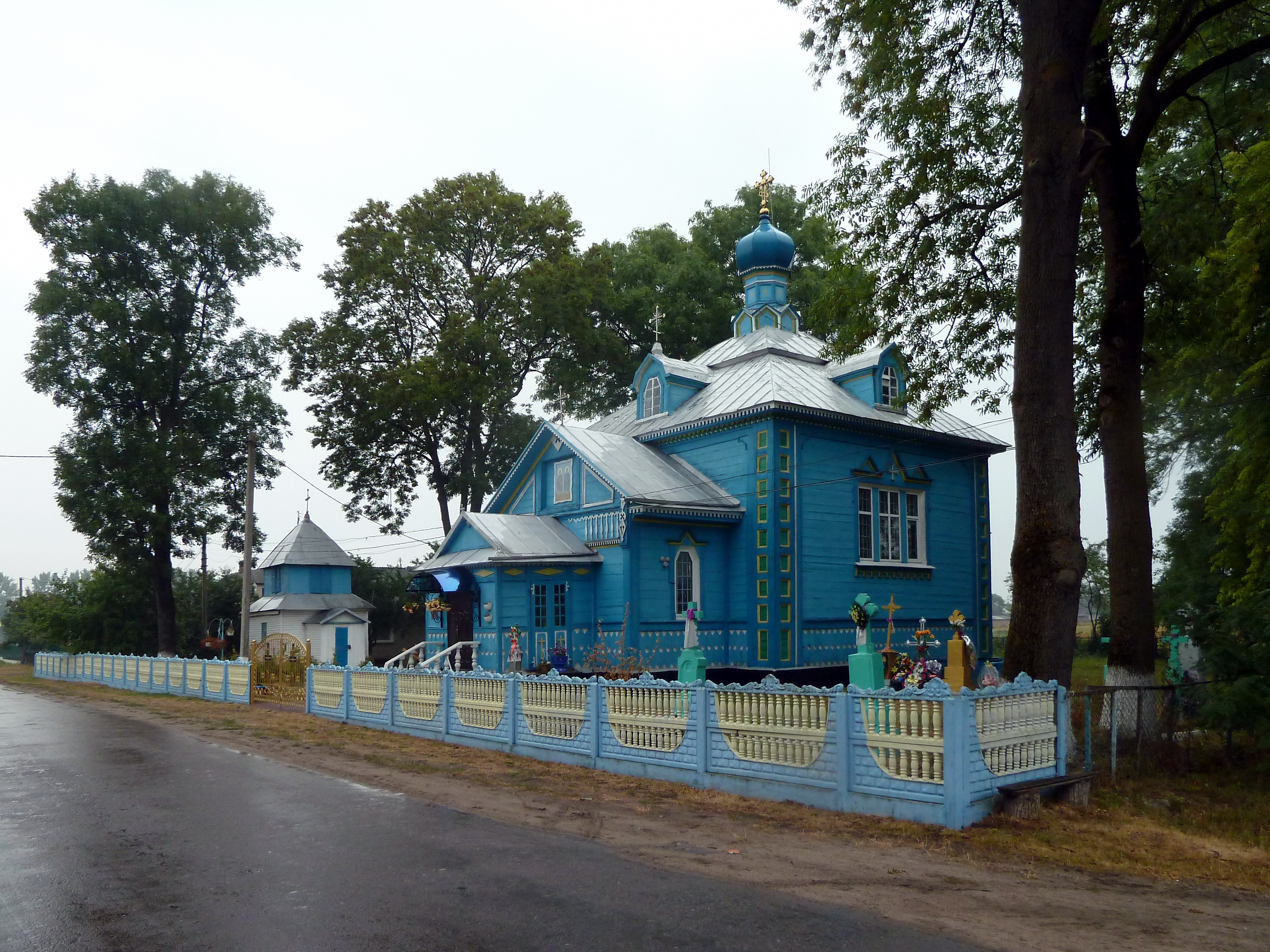
Kirche im Ort

## Geschichte
Der Ort wird 1564 zum ersten Mal schriftlich erwähnt und gehörte bis 1793 in der Woiwodschaft Ruthenien/Chełmer Land zur Adelsrepublik Polen-Litauen. Mit den Teilungen Polens fiel der Ort an das Russische Reich und lag bis zum Ende des Ersten Weltkriegs im Gouvernement Wolhynien.
Nach dem Ersten Weltkrieg kam der Ort zu Polen (in die Woiwodschaft Wolhynien, Powiat Luboml, Gmina Luboml), im Zweiten Weltkrieg wurde er zwischen 1939 und 1941 von der Sowjetunion besetzt. Nach dem Überfall auf die Sowjetunion im Juni 1941 wurde er dann bis 1944 von Deutschland besetzt, dies gliederte den Ort in das Reichskommissariat Ukraine in den Generalbezirk Brest-Litowsk/Wolhynien-Podolien, Kreisgebiet Luboml.
Nach dem Krieg wurde der Ort der Sowjetunion zugeschlagen. Dort kam das Dorf zur Ukrainischen SSR und seit 1991 ist es ein Teil der heutigen Ukraine.

## Verwaltungsgliederung
Am 23. Dezember 2016 wurde das Dorf zum Zentrum der neugegründeten Landgemeinde Wyschniw (ukrainisch Вишнівська сільська громада/Wyschniwska silska hromada). Zu dieser zählten auch noch die 17 in der untenstehenden Tabelle aufgelisteten Dörfer, bis dahin bildete das Dorf zusammen mit den Dörfern Babazi und Kozjury die gleichnamige Landratsgemeinde Wyschniw (Вишнівська сільська рада/Wyschniwska silska rada) im Zentrum des Rajons Ljuboml.
Am 15. September 2017 kam noch das Dorf Maschiw zum Gemeindegebiet, am 12. Juni 2020 dann noch die 2 Dörfer Chworostiw und Ruda.
Am 17. Juli 2020 wurde der Ort Teil des Rajons Kowel.
Folgende Orte sind neben dem Hauptort Wyschniw Teil der Gemeinde:
| Name                     | Name       | Name                   | Name       | Name |
| ukrainisch transkribiert | ukrainisch | russisch               | polnisch   |      |
| ------------------------ | ---------- | ---------------------- | ---------- | ---- |
| Babazi                   | Бабаці     | Бабаци                 | Babacie    |      |
| Bereschzi                | Бережці    | Бережци                | Bereźce    |      |
| Chworostiw               | Хворостів  | Хворостов (Chworostow) | Chworostów |      |
| Hlynjanka                | Глинянка   | Глинянка (Glinjanka)   | Zaglinki   |      |
| Kozjury                  | Коцюри     | Коцюры                 | Kocury     |      |
| Ladyn                    | Ладинь     | Ладынь                 | Władynopol |      |
| Maschiw                  | Машів      | Машев (Maschew)        | Maszów     |      |
| Mossyr                   | Мосир      | Мосыр                  | Mosur      |      |
| Olesk                    | Олеськ     | Олеск                  | Olesk      |      |
| Pryritschtschja          | Приріччя   | Приречье (Priretschje) | Przyrzecze |      |
| Pustynka                 | Пустинка   | Пустынка               | Pustynka   |      |
| Radechiw                 | Радехів    | Радехов (Radechow)     | Radziechów |      |
| Ruda                     | Руда       | Руда                   | Ruda       |      |
| Rymatschi                | Римачі     | Рымачи                 | Rymacze    |      |
| Samlynnja                | Замлиння   | Замлынье (Samlynje)    | Zamłynie   |      |
| Schtun                   | Штунь      | Штунь                  | Sztuń      |      |
| Terechy                  | Терехи     | Терехи (Terechi)       | Terechy    |      |
| Tschmykos                | Чмикос     | Чмикос (Tschmikos)     | Czmykos    |      |
| Wyschhiw                 | Вижгів     | Выжгов (Wyschgow)      | Wydźgów    |      |
| Wyssozk                  | Висоцьк    | Высоцк                 | Wysock     |      |